# Son Punta
Son Punta és una possessió de Santa Maria del Camí, situada prop del Camí de Sóller, entre Can Borreó, Son Canals, Ca na Morella i Son Torrelleta. Les cases de possessió varen ser edificades en el segle xix. Dins la mateixa parcel·la i a uns 500 metres de les cases, s'ha edificat una casa nova que serveix d'habitatge.
La façana principal, orientada al nord-oest, presenta un portal d'arc escarser amb l'emmarcament de marès i volada de teula àrab. A l'interior es conserven rajoles de fang en el trespol de la planta baixa i trespol de fang al pis amb el sostre de canyissada i al soterrani s'hi troba el celler. A la façana lateral s'hi troben les estables i la païssa: un portal allindanat emmarcat per peces de marès i una gran finestra al primer pis amb llinda de fusta. Interiorment conserva les menjadores. A la part posterior s'hi poden veure les restes del cup.
De les instal·lacions hidràuliques cal remarcar un aljub de grans dimensions i una cisterna que té el coll de paredat en verd amb capelleta referida de nova factura. L'aljub de planta rectangular consisteix exteriorment en quatre parets fetes de paredat en verd en una de les quals hi ha una obertura allindanada amb l'emmarcament de peces de marès. A damunt s'obri el coll amb capelleta de marès i jai de fusta i columnes de secció quadrangular delimiten l'espai.